# دان باکسدل
دان باکسدل (انگلیسی: Don Barksdale؛ زاده ۳۱ مارس ۱۹۲۳ درگذشته ۸ مارس ۱۹۹۳) یک بازیکن بسکتبال اهل ایالات متحده آمریکا بود. از باشگاه‌هایی که در آن بازی کرده‌است می‌توان به تیم بسکتبال یوسی‌ال‌ای بروینز، و بوستون سلتیکس اشاره کرد.